# Edvard Beneš
Edvard Beneš ([ˈɛdvart ˈbɛnɛʃ]; Nederlands ook: Eduard Benesj) (Kožlany, Bohemen, Oostenrijk-Hongarije (thans Tsjechië), 28 mei 1884 - Sezimovo Ústí, 3 september 1948) was een Tsjecho-Slowaaks staatsman en de tweede president van Tsjecho-Slowakije. Hij was, naast Tomáš Garrigue Masaryk en Milan Rastislav Štefánik, een leider van de Tsjecho-Slowaakse onafhankelijkheidsbeweging.
Beneš regeerde als president van Tsjecho-Slowakije van 1935 tot 1938 en opnieuw vanaf 1945 tot 1948. Zijn termijn werd onderbroken door de Tweede Wereldoorlog, waarin hij van 1940 tot 1945 president in ballingschap was.
Beneš was lid van de Tsjechische Sociale Volkspartij (Česká strana národně sociální, afgekort ČSNS), een gematigde Reformerende-Socialistische partij. Beneš was een ware Tsjecho-Slowaak, hij dacht er niet aan dat Slowaken en Tsjechen van een andere etniciteit zouden zijn.
Beneš volgde in 1935 Tomáš Garrigue Masaryk op als president van Tsjecho-Slowakije. Van 1935 tot 1936 was hij ook voorzitter van de Volkenbond. Voor de volledige inname van Tsjecho-Slowakije door de Duitsers vluchtte Beneš naar Londen, daar vormde hij een regering in ballingschap waarbij Jan Šrámek minister-president was en hijzelf president.
In 1941 organiseerden Beneš en zijn regering operatie Anthropoid (de moordaanslag op Reinhard Heydrich) die met succes uitgevoerd werd in 1942, maar wel het leven heeft gekost van ongeveer 5000 onschuldige burgers als het gevolg van wraakacties door de Duitse bezetter. 
De besluiten van de Tsjecho-Slowaakse regering in ballingschap staan bekend onder de naam Beneš-decreten. Enkele onderdelen van deze decreten zijn omstreden omdat zij de juridische basis legden voor de etnische zuivering na de oorlog, waarbij Sudeten-Duitsers en Hongaren werden onteigend en verdreven en vermoord.
Aan het einde van de Tweede Wereldoorlog keerde hij terug als president van Tsjecho-Slowakije. De communistische overname van Tsjecho-Slowakije op 25 februari 1948, die geleid werd door minister-president Klement Gottwald, wees hij af en nam ontslag als president op 7 juni 1948. Gottwald volgde hem als president op. Begin september 1948 stierf hij op 64-jarige leeftijd in zijn villa in Sezimovo Ústí.